# マッテオ・フェラーリ
マッテオ・フェラーリ（Matteo Ferrari, 1979年12月5日 - ）は、アルジェリア・アフルー出身のイタリアの元サッカー選手。ポジションはディフェンダー。

## 経歴

### クラブ
1996年にインテル・ミラノに引き抜かれ、ジェノアCFC、USレッチェ、ASバーリなどへレンタル移籍を繰り返した。2001-02シーズンに移籍したパルマACでは安定したパフォーマンスを見せ、チェーザレ・プランデッリ監督の下でチームの守備陣の中核となった。
2004年にASローマへ移籍。守備陣の中核に期待されるが、不振に陥り、2005-2006シーズンにはイングランドのエヴァートンFCにレンタルとなる。その後ローマに帰還したが、ルチアーノ・スパレッティ監督の下ではクリスティアン・キヴ、フィリップ・メクセス、フアン等の控えとしての扱いが続き、代表からも遠ざかった。
ローマとの契約が満了したため、2008年8月6日に古豪復活を目指すジェノアCFCへ移籍。ここではジャン・ピエロ・ガスペリーニ監督の下で守備陣の柱として復活。ジュゼッペ・ビアーヴァ、サルヴァトーレ・ボッケッティ、ドメニコ・クリッシト等と強力なDFラインを形成した。
2009年7月7日、移籍金600万ユーロの4年契約でトルコのベシクタシュに移籍した。
2012年2月14日、モントリオール・インパクトに移籍。

### 代表
イタリア・ギニア・アルジェリアの3か国を所持していたため、いずれかの代表を選択する必要があった。1997年よりイタリア代表を選択し、2002年からはA代表にも選出され、11試合に出場した。EURO2004に参加する代表メンバーにも選出されたものの、代表での最後の出場は2004年5月30日のチュニジア戦のため、EURO2004の本大会には出場していない。五輪代表メンバーとして、2000年シドニーオリンピック、2004年アテネオリンピック（オーバーエイジ枠として出場）にも出場。

## 人物
- 父はイタリア人、母はギニア人である。
- ベネズエラ出身のモデル・アイーダ・ジェスペシカと2009年末に結婚。結婚前の2008年に彼女との間に息子を授かっている。